# Donald Davidson
Donald Davidson (Springfield, 6 marzo 1917 – Berkeley, 30 agosto 2003) è stato un filosofo statunitense.
Fra i massimi esponenti della corrente filosofica analitica, largamente ispiratosi al pensiero di Willard Van Orman Quine e di Alfred Tarski, si occupò di teoria dell'azione, di questioni ontologiche, di filosofia del linguaggio, di filosofia della mente, di teorie della verità, e di epistemologia, ed è stato riconosciuto come un maestro da filosofi della corrente neo-pragmatista come Richard Rorty. L'intera sua opera consiste in un centinaio circa di articoli usciti su riviste specializzate o miscellanee, molti dei quali raccolti successivamente in volumi.

## Filosofia del linguaggio
A partire dal saggio Verità e significato, del 1967, Davidson elabora una teoria del significato mutuata dalla definizione tarskiana di verità. L'originale proposta consiste nel fare a meno di entità legate alle espressioni linguistiche, quali i "significati", concentrandosi invece sul ruolo che i singoli termini svolgono all'interno di un enunciato nel determinarne il valore di verità, partendo dal postulato fregeano che il significato di un'espressione è dato dalle sue condizioni di verità.
Davidson quindi sostiene che tutto quel di cui abbiamo bisogno, nel costruire una teoria del significato per una data lingua (una teoria, cioè, che ci consenta di interpretare gli enunciati di quella lingua), è una definizione ricorsiva della verità di stampo tarskiano per quella lingua: una definizione che, per ogni enunciato della lingua-oggetto, sia in grado di generare un V-enunciato corrispondente nel metalinguaggio della forma "p è vero se e solo se q", dove q costituisce l'equivalente, o la traduzione, nel metalinguaggio, dell'espressione p del linguaggio-oggetto, come in "the snow is white" è vero se e solo se la neve è bianca. Da notare che la ricerca di equivalenti linguistici – o sinonimi – non costituisce, come in Tarski, il punto di partenza per arrivare a definire la verità, ma al contrario Davidson parte dalla nozione di verità, considerata come primitiva e indefinibile, per arrivare al significato. Un'altra modifica rispetto alla proposta tarskiana (pensata per i linguaggi formali) è che per ottenere una definizione adatta per i linguaggi naturali occorre inserire nel V-enunciato un riferimento al tempo dell'enunciato e al parlante.
La verificabilità empirica, in linea di principio, di una teoria del significato è garantita dalla procedura di interpretazione radicale: un esperimento mentale nel quale un interprete impara ad associare le espressioni di un parlante in una lingua sconosciuta ad eventi nel mondo (assumendo come base di partenza gli enunciati occasionali, cioè quegli enunciati il cui valore di verità cambia nel corso del tempo, quali "sta piovendo" o "sta passando un coniglio"), per arrivare infine, tramite gli opportuni collegamenti logici, alla teoria del significato di stampo tarskiano di cui sopra (ad esempio: "It's raining" è vero per John al tempo t, se e solo se al tempo t sta piovendo nei pressi di John).
Nel fare ciò svolge un ruolo fondamentale il cosiddetto principio di carità, che assume la generale coincidenza fra le credenze del parlante e quelle dell'interprete: in altre parole, non saremmo in grado di interpretare il prossimo se non gli attribuissimo la capacità di discernere il vero, perlomeno nella stragrande maggioranza dei casi. Questa assunzione viene anche usata da Davidson, nel saggio Sull'idea stessa di uno schema concettuale, del 1974, per attaccare la posizione filosofica del relativismo culturale: l'idea di una incommensurabilità fra linguaggi, o una fondamentale discrepanza tra i nostri schemi mentali e quelli di un altro, viene dichiarata priva di senso.
Nel saggio Una graziosa confusione di epitaffi, del 1985, Davidson radicalizza la sua opposizione alle correnti teorie del significato sostenendo che "il linguaggio, così come lo intende la maggior parte dei filosofi, non esiste". Analizzando il fenomeno dei "malapropismi" (strafalcioni linguistici che di norma non compromettono la corretta comprensione di una frase) Davidson arriva infatti a sostenere che, tramite la procedura di interpretazione radicale e attraverso l'uso sistematico del principio di carità, non arriviamo mai a comprendere un "linguaggio", se per esso si intende un insieme di norme linguistiche convenzionali situate al di fuori della mente dei parlanti, ma al più un "idioletto", adatto esclusivamente al parlante che abbiamo di fronte. Ciononostante Davidson tiene ferma l'impossibilità di un "linguaggio privato" in quanto il linguaggio (così come il pensiero stesso) esiste necessariamente in virtù di uno scambio comunicativo fra un parlante e un interprete.

## La teoria causale dell'azione
In Azioni, ragioni e cause, del 1963, Davidson delinea una teoria causale dell'azione che va in direzione contraria alle (allora in voga) teorie wittgensteiniane. Se per i wittgensteiniani non può darsi una scienza esatta del comportamento in quanto esso, piuttosto che "spiegato" dalle cause, è "motivato" dalle ragioni per agire, Davidson argomenta che una ragione è al tempo stesso una causa per una certa azione, e ogni causa presuppone una legge fisica universale di cui è un'esemplificazione. Il comportamento umano, quindi, può essere spiegato nello stesso senso di "spiegazione" usato dalle scienze naturali nel descrivere gli eventi fisici.
Tuttavia, sebbene ogni particolare azione possa essere ri-descritta in modo tale da esemplificare una legge fisica universale, il linguaggio in cui solitamente viene descritta usa un vocabolario proprio, quello della psicologia, e non esiste un modo standard per tradurre descrizioni di tipo "mentalistico" in descrizioni di tipo fisico.

## Filosofia della mente
Partendo da queste considerazioni, negli anni settanta Davidson sviluppò la posizione del "monismo anomalo", o della "identità delle occorrenze" in quanto distinta da una "identità dei tipi". Ogni particolare evento mentale, per questa teoria, è identico a un particolare evento fisico. Nonostante ciò non è possibile stabilire nessuna identità fra "tipi" o classi di eventi mentali e classi di eventi fisici. Inoltre non esistono "leggi psicofisiche", non si possono cioè trovare legami causali universalmente validi fra tipi di eventi fisici e tipi di eventi mentali.
Per questo la posizione si chiama "anomala", cioè "non nomologico" (non soggetto a leggi generali, per erronea etimologia). Con questa proposta Davidson combina un materialismo piuttosto rigoroso sul piano ontologico con un certo pluralismo epistemologico, assumendo che la psicologia non può, in linea di principio, venire ridotta alla scienza fisica.
I contenuti mentali hanno infatti un rapporto di tipo olistico fra loro, analogo a quello esistente fra gli enunciati di un linguaggio: così come un enunciato ha significato solo grazie alle sue connessioni con l'intero sistema linguistico, un contenuto mentale può esistere solo in quanto logicamente connesso a un'intera rete di contenuti mentali, il che ne garantisce una certa "opacità" rispetto alla semplice causazione fisica.
A partire dagli anni ottanta Davidson aderisce alla corrente "esternalista" della filosofia della mente, la quale opponendosi alla tradizione cartesiana asserisce la dipendenza logica (ma non la riducibilità) dei nostri contenuti mentali dagli eventi esterni che ne sono la causa: in questo ambito sviluppa la nozione di "triangolazione", che consiste nello stabilirsi di un legame causale e comunicativo, logicamente necessario per l'esistenza stessa di una qualsiasi mente, fra la nostra mente, il mondo esterno, e la mente di un'altra persona. Nonostante alcuni critici abbiano ritenuto che vi sia una certa tensione fra il programma esternalista dell'ultimo Davidson e il suo olismo, tale incompatibilità non è riconosciuta dallo stesso Davidson.

## Opere
- Davidson, Donald and Harman, Gilbert (eds.). Semantics of Natural Languages, 2nd ed. Springer. 1973.
- Decision-Making: An Experimental Approach, co-authored with Patrick Suppes. Chicago. 1977.
- Eventi mentali, in Actions and Events, Oxford. 1980.
- Plato's ‘Philebus’. New York. 1990.
- Essays on Actions and Events, 2nd ed. Oxford. 2001.
- Inquiries into Truth and Interpretation, 2nd ed. Oxford. 2001.
- Subjective, Intersubjective, Objective. Oxford. 2001.
- Problems of Rationality. Oxford. 2004.
- Truth, Language, and History: Philosophical Essays. Oxford. 2005.
- Truth and Predication. Harvard. 2005.

### Studi su Donald Davidson
- LePore, E., McLaughlin, B.P. (1985) Actions and Events: Perspectives on the Philosophy of Donald Davidson, Oxford: Blackwell.
- Preyer, G., Siebelt, F., Ulfig, A. (1994) Language, Mind and Epistemology: On Donald Davidson´s philosophy, Dordrecht: Kluwer.
- A. Rainone, (1996) Azione, casualità e razionalità in Donald Davidson, ETS.